# Општина Алмаш (Арад)
Алмаш (рум. Almaş) општина је у Румунији у округу Арад.
Oпштина се налази на надморској висини од 179 m.